# Het Klokhuis

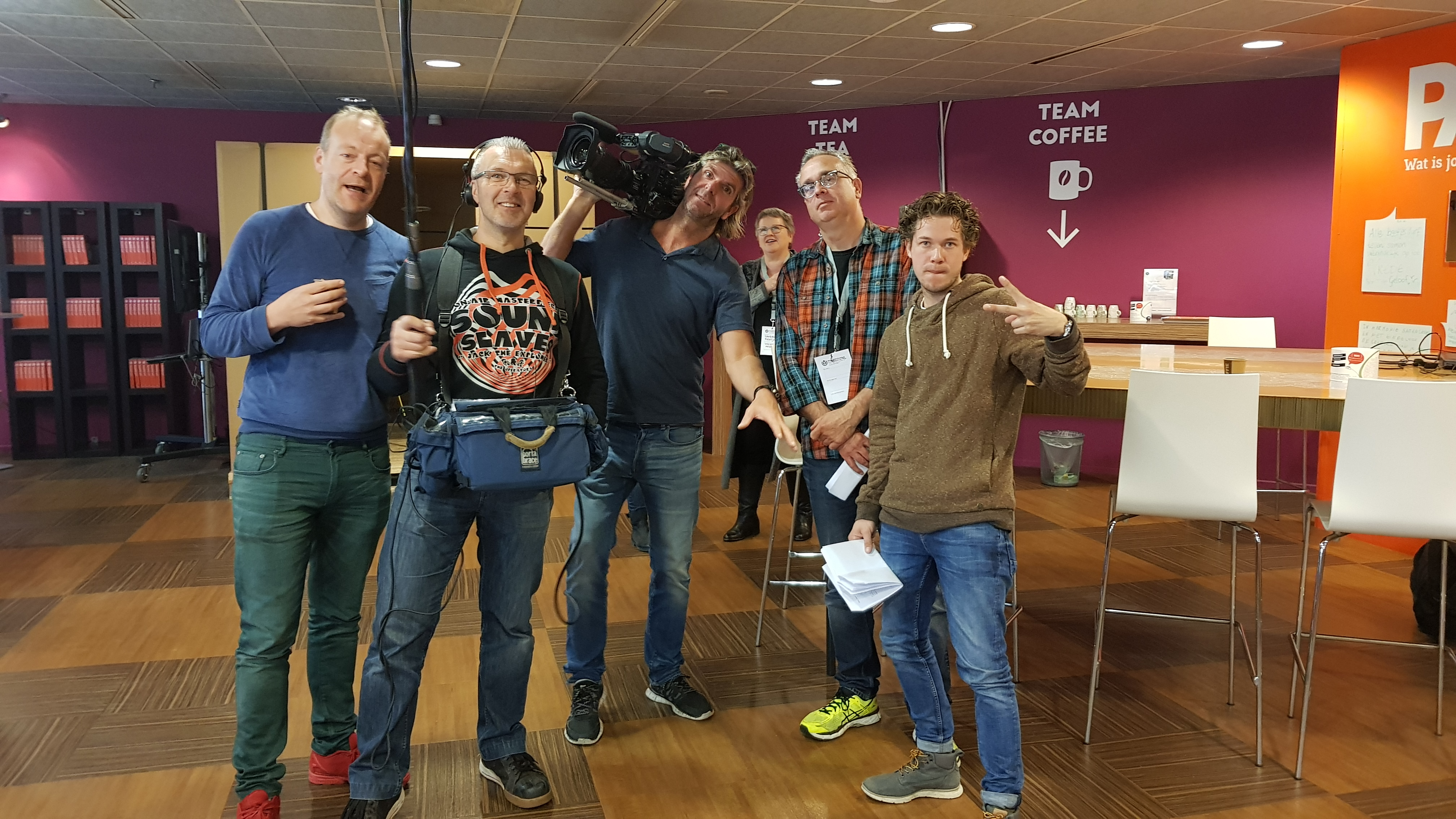
Am 25. Oktober 2018 sendete Het Klokhuis eine Folge über die (niederländische) Wikipedia aus. Abgebildet ist das Team, das den Beitrag gefilmt hat.

Het Klokhuis (deutsch: das Kerngehäuse) ist eine Kindersendung der niederländischen Rundfunkgesellschaft NTR, die jede Woche von Montag bis Freitag im Vorabendprogramm des niederländischen Jugendfernsehens NPO Zapp ausgestrahlt wird. Het Klokhuis richtet sich mit seinen lehrreichen Beiträgen an Kinder von 7 bis 12 Jahren.

## Konzept
Die meisten der 15-minütigen Folgen bestehen aus zwei Hälften. Eine erklärende Reportage über ein interessantes Thema und einen unterhaltsamen Teil mit Sketchen und Liedern, welche aber oftmals ebenfalls Wissen transportieren oder humorvoll aufbereiten. Jede Folge hat ein bestimmtes Thema; diese reichen beispielsweise von der Funktionsweise einer Keksfabrik bis zu Einblicken in die Stadt New York. Manchmal kommen Experten zu Wort, die das Thema in einfachen Worten erklären; manchmal ist es der Moderator selber, der die Dinge erklärt. Anschließend wird das gleiche Thema in Sketchen und Liedern humorvoll aufbereitet. Gelegentlich gibt es Vermengungen des Ablaufs, sodass Sketche auch schon mal im „ernsten“ Teil vorkommen.
Geschichtliche Themen der Niederlande, aber auch Europas, werden unter dem Titel Het Klokhuis maakt Geschiedenis vorgestellt. Hier reicht das Informationsangebot u. a. von Napoleon Bonaparte über Willem van Oranje, Michiel de Ruyter, dem reformatorischen Bildersturm, Erasmus von Rotterdam, die Niederländische Antillen, die Flutkatastrophe von 1953 bis hin zu den beiden Weltkriegen.
Montags dreht sich die Sendung immer um „das Klokhuis-Büro“ („Het Klokhuis-Kantoor“). In diesen Episoden, die in einem Büro mit den Bürokollegen Ben, Timo, Wouter & Leonoor stattfinden, werden bestimmte Themen auf lustige Weise besprochen, danach gibt es einen lehrreichen Beitrag zu diesem Thema.

## Geschichte
1988 sollte der neue Fernsehkanal NPO 3 seinen Betrieb aufnehmen. Rasch einigte man sich, neben anderen Inhalten, auf ein Kinderprogramm. Het Klokhuis sollte der Nachfolger der zuvor auf NPO 2 ausgestrahlten Sesamstraße werden. Allerdings startete am 3. Januar 1988 die erste Klokhuis-Folge zunächst noch auf NPO 2. Erst ab April 1088 ging es dann, wie geplant, auf NPO 3 weiter
Zwischen 1992 und 1994 kam es noch mal zu einer Änderung. So wechselte die Jugendsendung in dieser Zeit auf NPO 1 um dann wieder zurück auf NPO 2 und in das dort neu gestaltete Kinderprogramm NPO Zapp@elin zu ziehen. Als im September 2005 NPO Zapp für ältere Kinder aus der Taufe gehoben wurde, wechselte das Klokhuis dorthin.
1990 drohte Het Klokhuis aufgrund seiner hohen Herstellungskosten vom Bildschirm zu verschwinden. Es folgte ein Proteststurm und eine Unterschriftenaktion regelmäßiger Zuschauer (mit später über 30.000 Unterzeichnern) wurde ins Leben gerufen. Auch im Parlament wurden hierzu Fragen gestellt. Die Kampagne hatte Erfolg und die Sendung blieb.
Am 19. Mai 2011 wurde eine Folge in 3D ausgestrahlt, die mit preiswerten „rot-grünen“ Brillen angesehen werden konnte.

## Name
Wer sich den Namen „Het Klokhuis“ ausgedacht hat, ist nicht bekannt. Es sollte aber neben und analog der bereits bestehenden „Straße“ der Sesamstraat ein „Haus“ sein. In diesem „Haus“ sollten verschiedene Themen sehr ausführlich erklärt werden. Die sich hier als Bild andienenden niederländischen Redewendungen „Tot op het bot“ („Bis auf die Knochen“) und „Je tanden erin zetten“ („die Zähne reinbeißen“) legten einen Apfel als Symbol recht nahe. Da zudem der Schöpfer der Sendung den Namen Ben Klokman trug, nannte man die Sendung schlicht Het Klokhuis, was übersetzt nichts anderes als Kerngehäuse (hier eines Apfels) bedeutet. Der bis auf dieses freigelegte Apfel ist auch Bestandteil des Sendelogos. Das wechselnde Intro zeigt stets in künstlerischer Form die Freilegung.
Als einer der ersten Moderatoren trat Willem van de Sande Bakhuyzen (1988–1989) in Erscheinung. Es folgten bis heute mehr als 25 weitere Moderatoren, zum Teil auch im Wechsel oder als Doppelmoderation.

## Figuren

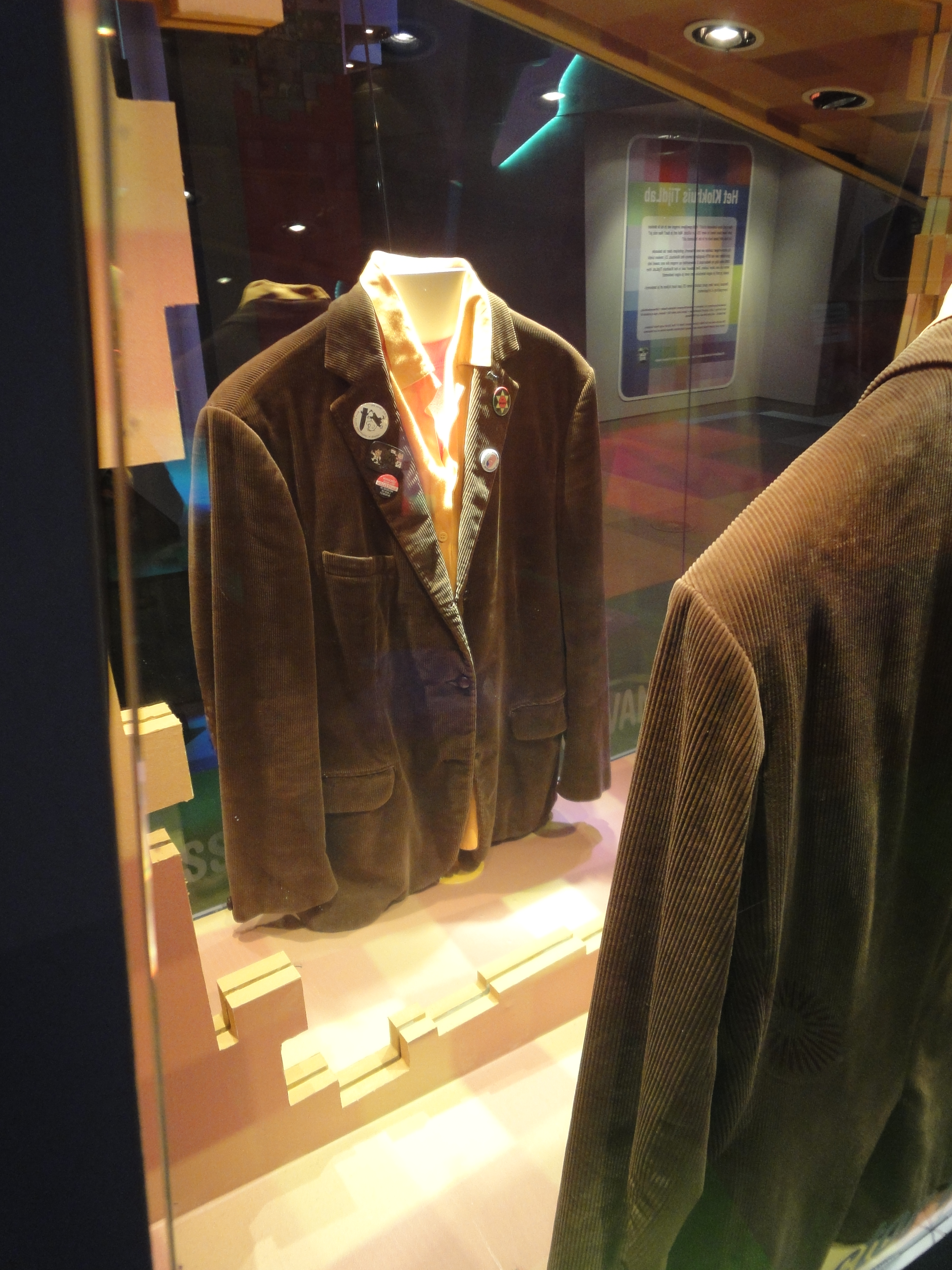
Kostüm von Prof. Fetze Alsvanouds im Museum Instituut van Beeld en Geluid

In den Sketchen und Liedinterpretationen waren viele bekannte und weniger bekannte niederländische Künstler zu sehen, so neben vielen anderen Aart Staartjes, Ellen Pieters, Hajo Bruins, Katja Herbers oder Sylvia Millecam.
Wiederkehrende Rubriken oder Figuren sind oder waren:
- Der Antiquar Mener Josten
- der zauselige Professor Fetze Alsvanouds von der (längst geschlossenen) Universität Harderwijk
- Yvette de Vriesch-met-sch
- Ta en To, zwei alte Damen, die von Aart Staartjes und Joost Prinsen verkörpert wurden
- De Bilitons
- der ungepflegte, grobe Koch Alberdink Thijm
- Beinema en Kwelder, Sketche aus einem Büro
- Prinsesje Petronella
- Het dierencafé (Das Tier-Cafè)
- Konijnenfamilie (Kaninchenfamilie)
- Boy Zonderman, ein Punker (erschienen in den 1990er Jahren)
- die Polizeibeamten Vurk, Vork und der „Hauptkommissar“
- Daantjer & Zaantjer (die Quizpolizei)
- Fee van dienst
- Rapper
- De marktdames (Die Marktfrauen)
- De bushalte
- Cowboy Colt Williams (auch mit einem zweiten Cowboy)
- MC Kwadraat en Korte Frits
- Het Klokhuis Kantoor (Büro)
- Lehrer meneer de Vries
- Pubermeiden (Mädchen in der Pubertät)
- Puberjongens (Jungen in der Pubertät)
- De Ober
- Nerd-TV
- Echtpaar (Ehepaar)
- Chirurg
- Ruimteschip (Raumschiff)
- Wesley en Rodney
- Muizen (mit der Muttermaus und dem Mäusesohn)
- Vrachtwagenchauffeuses (LKW-Fahrerinnen)
- Klachtenbureau (Beschwerdebüro) uit Hendrik-Ido-Ambacht

## Musik

### Lieder
Viele der in Het Klokhuis gesungenen Lieder wurden von Willem Wilmink und Ted van Lieshout geschrieben und von Harry Bannink vertont. Nach dem Tode von Bannink komponierte Henny Vrienten (Sänger der Ska-Band Doe Maar) etliche Stücke für Het Klokhuis. Ein weiterer Komponist ist der Kabarettist Peter van de Witte.

### Erkennungsmelodie
In den ersten beiden Jahren hatte die Sendung einen eigenen Titelsong („Het Klokhuis“, geschrieben von Harry Bannink und eingesungen von Gerda Havertong). Danach wird im Intro nur noch ein aufgeregtes Instrumentalstück verwendet.

## Podcast
Im Podcast von „Het Klokhuis“, welcher seit März 2020 angeboten wird, geht es um Erfindungen oder Entwicklungen, die die Welt verändert haben. Oder um Dinge des Alltags, die bei näherer Betrachtung sich als sehr bedeutsam herausstellen. Etwa eine Erfindung gegen Gestank und Schmutz, eine Erfindung zur Terminvereinbarung oder eine Erfindung für den Auslandsurlaub.
Die Sendung Het Klokhuis erhielt über die vielen Jahre ihres Bestehens sehr viele Auszeichnungen und Fernsehpreise, darunter einige Male den Prix Jeunesse.